# Тогоси-Коэн (станция)
Станция Тогоси-Коэн (яп. 戸越公園駅 тогоси ко:эн  эки) — железнодорожная станция на линии Оимати в специальном районе Синагава (Токио, Япония). Станция обслуживается компанией Tokyu Corporation. Станция была открыта 6 июля 1926 года под названием Хэбикубо, и была переименована 1 января 1936 года. На станции установлены автоматические платформенные ворота.

## Планировка станции

### Линия Оимати
Две платформы бокового типа чуть длиннее трёх вагонов, что недостаточно для поездов местного сообщения линии Оимати, которые имеют пять вагонов.
| 1 | ■ Линия Оимати | Хатанодай ・ Дзиюгаока ・ Футако-Тамагава ・(Линия Дэнъэнтоси) Сагинума ・ Тюо-Ринкан |
| 2 | ■ Линия Оимати | Оимати                                                                                |

## Близлежащие станции
| «           |  | Линия        |  | »        |
| ----------- |  | ------------ |  | -------- |
| Симо-Симмэй |  | Линия Оимати |  | Наканобу |